# マールデーヴ
マールデーヴ（Maldev, 1511年5月9日 - 1562年11月7日）は、北インドのラージャスターン地方、マールワール王国の君主（在位：1532年 - 1562年）。マールデーオ（Maldeo）、マール・デーオ（Mal Deo）とも呼ばれる。

## 生涯

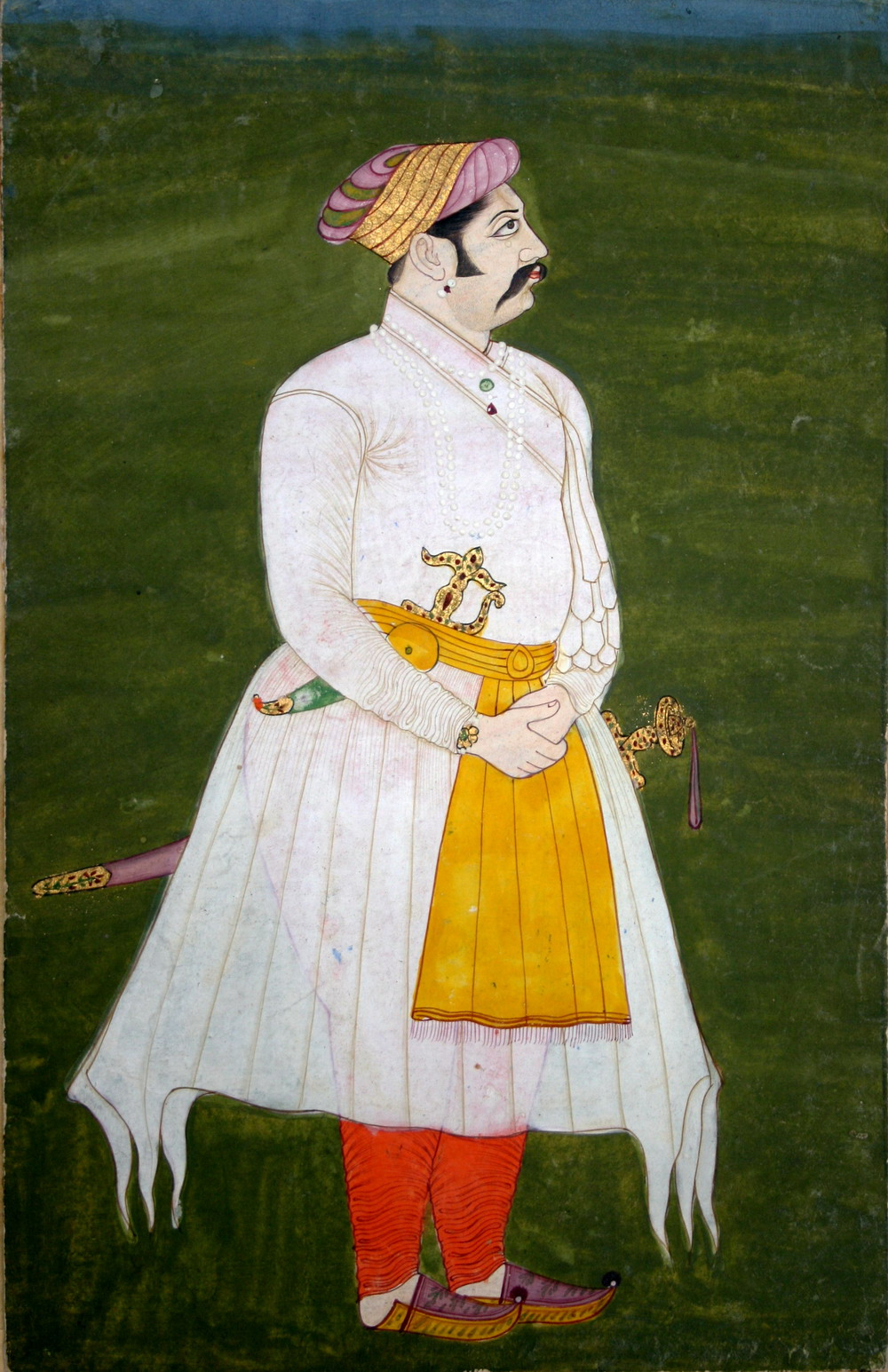
マールデーヴ

1511年5月9日、マールワール王国の君主ガーンガーの息子として誕生した。
1532年5月9日、父ガーンガーが死亡したことにより、マールデーヴが王位を継承した。
マールデーヴは王となると、西部及び北部ラージャスターン地方を王国の版図として、急速に支配下に入れた。また、1530年代にムガル帝国の皇帝フマーユーンとスール族の指導者シェール・ハーンと戦っているときも、さらに領土を拡大し続け、アジュメールをも征服した。
このマールデーヴの領土拡大政策は周辺の他国とも戦争を引き起こし、メーワール王国やビーカーネール王国などとの争いに発展した。だが、その勢いは止まらず、ビーカーネール王国の君主を戦いで殺害した。
マールデーヴはラージャスターンを中心に中央集権化された大帝国の建設を試みていた。マールデーヴの軍勢は実に5万人だったとされる。
そして、1539年にシェール・シャーがスール朝を創始し、1540年に皇帝フマーユーンを北インドから放逐すると、彼はマールデーヴを脅威と見なした。また、殺害されたビーカーネール王の息子カリヤーン・ダースとビーム、マールデーヴによって放逐された親族ビーラム・デーヴといった敵対者がシェール・シャーの宮廷に赴いていたことも、マールデーヴにとっては見過ごしがたかった。それはおよそ10年前のバーブルとサングラーム・シングとの対立にも似ていた。
こうして、マールワール王国とスール朝の争いは避けられなくなった。だが、マールデーヴはデリーとアーグラを狙ってはいなかったともされる。彼らの争いは主として、戦略的に重要なラージャスターン東部の支配をめぐるものであった。
1544年、マールデーヴとシェール・シャーはアジュメールとジョードプルの間、サンメールで衝突した（サンメールの戦い）。だが、シェール・シャーの巧みな策略により、マールデーヴの軍勢に疑心暗鬼が生じた。一か月後、マールデーヴは退却し、残った1万の軍勢がシェール・シャーの軍勢に相手したが撃破され、敗北した。
その後、敗北したマールデーヴはジョードプルに戻ったが、そこも包囲され、砂漠をさまよったのち、結局メーワール王国へと逃げた。だが、メーワール王に対抗する力もなく、チットールガル城の鍵をシェール・シャーへと送った。
1562年11月7日、マールデーヴはジョードプルで死亡した。その死後、マールデーヴの寵愛した妃の息子チャンドラセーンが王位を継承した。